# Ten (Album)
Ten ist das Debütalbum der Rockband Pearl Jam. Es wurde 1991 veröffentlicht und wurde zu einem der meistverkauften Rockalben überhaupt.
Die Songs des Albums behandeln überwiegend düstere Themen wie Depression, Selbstmord und Einsamkeit. Aus dem Album wurden die vier Singles Even Flow, Alive, Jeremy, und Oceans ausgekoppelt. Das unter der Regie von Mark Pellington entstandene Video zu Jeremy erhielt vier MTV Video Music Awards.
Ursprünglich sollte der Titel des Albums nach dem Basketballspieler Mookie Blaylock benannt werden, weil die Bandmitglieder Fans desselben waren. Auf Kritik seitens der Plattenfirma hin benannte die Band das Album jedoch nach dessen Rückennummer.
Ten ist das einzige Album von Pearl Jam, auf dem das Gründungsmitglied Dave Krusen Schlagzeug spielt; aufgrund gesundheitlicher Probleme verließ er kurz nach den Aufnahmen die Band.

## Album

### Tracklist
1. Once (Vedder, Gossard) – 3:51
2. Even Flow (Vedder, Gossard) – 4:53
3. Alive (Vedder, Gossard) – 5:40
4. Why Go (Vedder, Ament) – 3:19
5. Black (Vedder, Gossard) – 5:43
6. Jeremy (Vedder, Ament) – 5:18
7. Oceans (Vedder, Gossard, Ament) – 2:41
8. Porch (Vedder) – 3:30
9. Garden (Vedder, Gossard, Ament) – 4:58
10. Deep (Vedder, Gossard, Ament) – 4:18
11. Release (Vedder, Gossard, Ament, McCready, Krusen) – 9:04 a

Auf der europäischen Version (1992) finden sich drei zusätzliche Songs:
- Alive (live) (Vedder, Gossard) – 4:54
- Wash (Vedder, Gossard, Ament, McCready, Krusen) – 3:33 b
- Dirty Frank (Vedder, Gossard, Ament, Abbruzzese, McCready) – 5:38 c

Auf der japanischen Version (1992) finden sich zwei zusätzliche Songs:
- I’ve got a feeling (Lennon, McCartney) – 3:42
- Master/Slave (Ament, Vedder) – 3:50

### Lieder

#### Once
Der Song Once war Bestandteil des Demo-Tapes, das Gitarrist Stone Gossard im Jahr 1990 an Eddie Vedder schickte. Er handelt davon, wie ein Mann Amok läuft und zum Massenmörder wird. Er bildet den Mittelteil der sogenannten Mamasan Trilogie, zu der auch die Songs Alive und das nicht auf dem Album enthaltene Footsteps gehören.

#### Alive
Alive war die erste Single der Band überhaupt. Er kann neben Smells Like Teen Spirit von Nirvana als eine der Hymnen der frühen 1990er Jahre bezeichnet werden. Vor allem das lange Gitarrensolo am Schluss spiegelt die Energie der Musik und der Szene zu dieser Zeit wider. Wie Once gehört auch Alive zur Mamasan Trilogie und bildet den Anfang derselben.

#### Jeremy
Jeremy war nach Alive und Even Flow die dritte und wohl erfolgreichste Single aus dem Album Ten. Dazu beigetragen hat sicher auch das erste wirkliche Musikvideo von Pearl Jam, das eine filmische Handlung zeigt. In dem Clip wird ein Schüler dargestellt, der von seinen Eltern vernachlässigt und den Mitschülern gehänselt wird und sich daher in eigene Welten flüchtet. Am Ende des Clips marschiert der Protagonist in sein Klassenzimmer und erschießt sich selbst mit einer Pistole.
Das Video hat bereits einige Kontroversen ausgelöst. So hat sich ein Schüler, der 1996 in einer High School in Washington drei Mitschüler erschoss, dazu bekannt, von dem Song inspiriert worden zu sein. Auch nach dem Columbine-Massaker wurde das Video eine Zeit lang nicht mehr gespielt.
Trotzdem gewann der Clip bei den MTV Video Music Awards 1993 gleich vier Preise, darunter den des „Video of the Year“ und war damit das erfolgreichste Video bei dieser Verleihung.

#### Oceans
Zu dem Song Oceans wurde ebenfalls ein Video gedreht, das zunächst allerdings nicht in den USA erschien, dort wurde es 1998 auf Single Video Theory erstveröffentlicht.

## Kommerzieller Erfolg

### Chartplatzierungen
| ChartsChartplatzierungen       | Höchstplatzierung | Wochen |
| ------------------------------ | ----------------- | ------ |
| Deutschland (GfK)              | 15 (46 Wo.)       | 46     |
| Österreich (Ö3)                | 31 (4 Wo.)        | 4      |
| Schweiz (IFPI)                 | 67 (1 Wo.)        | 1      |
| Vereinigte Staaten (Billboard) | 2 (264 Wo.)       | 264    |
| Vereinigtes Königreich (OCC)   | 18 (70 Wo.)       | 70     |

| ChartsJahrescharts (1991) | Platzierung |
| ------------------------- | ----------- |
| Deutschland (GfK)         | 46          |

### Auszeichnungen für Musikverkäufe
Allein in den USA wurden über 13 Millionen Kopien verkauft, wofür das Album dort von der RIAA 13 Mal mit Platin ausgezeichnet wurde.
| Land/Region                  | Auszeichnungen für Musikverkäufe (Land/Region, Auszeichnung, Verkäufe) | Verkäufe   |
| ---------------------------- | ---------------------------------------------------------------------- | ---------- |
| Argentinien (CAPIF)          | Gold                                                                   | 30.000     |
| Australien (ARIA)            | 8× Platin                                                              | 560.000    |
| Belgien (BRMA)               | Platin                                                                 | 50.000     |
| Brasilien (PMB)              | Gold                                                                   | 100.000    |
| Dänemark (IFPI)              | 3× Platin                                                              | 60.000     |
| Deutschland (BVMI)           | Gold                                                                   | 250.000    |
| Italien (FIMI)               | 2× Platin                                                              | 100.000    |
| Kanada (MC)                  | 7× Platin                                                              | 700.000    |
| Neuseeland (RMNZ)            | 6× Platin                                                              | 90.000     |
| Niederlande (NVPI)           | Platin                                                                 | 100.000    |
| Norwegen (IFPI)              | Gold                                                                   | 25.000     |
| Polen (ZPAV)                 | 2× Platin (Standard) · + Gold (Deluxe)                                 | 50.000     |
| Portugal (AFP)               | Gold                                                                   | 7.500      |
| Schweden (IFPI)              | Gold                                                                   | 50.000     |
| Schweiz (IFPI)               | Gold                                                                   | 25.000     |
| Vereinigte Staaten (RIAA)    | 13× Platin                                                             | 13.000.000 |
| Vereinigtes Königreich (BPI) | 2× Platin                                                              | 600.000    |
| Insgesamt                    | 8× Gold · 41× Platin · 1× Diamant ·                                    | 15.597.500 |

Hauptartikel: Pearl Jam/Auszeichnungen für Musikverkäufe